# San Felipe, Chile
San Felipe este o comună din provincia San Felipe de Aconcagua, regiunea Valparaíso, Chile, cu o populație de 71.104 locuitori (2012) și o suprafață de 185,9 km2.